# Hymenochaete burdsallii
Hymenochaete burdsallii är en svampart som beskrevs av Parmasto 2001. Hymenochaete burdsallii ingår i släktet Hymenochaete och familjen Hymenochaetaceae.   Inga underarter finns listade i Catalogue of Life.